# Stazione di Tezze di Grigno
Stazione di Tezze di Grigno vasútállomás Olaszországban, Trentino-Alto Adige régióban, Grigno település Tezze frazionéjában.

## Vasútvonalak
Az állomást az alábbi vasútvonalak érintik:
- Trento–Velence-vasútvonal

## Kapcsolódó állomások
A vasútállomáshoz az alábbi állomások vannak a legközelebb: 
- Stazione di Primolano (Stazione di Venezia Santa Lucia, Trento–Velence-vasútvonal)
- Stazione di Grigno (Stazione di Trento, Trento–Velence-vasútvonal)